# 小林洋志
小林 洋志（こばやし ひろし、1957年 - ）は、株式会社TOKOWAKAの代表取締役。株式会社博報堂テーマビジネス開発局シニアディレクター、ビジネスインキュベーション局プロデューサー。公益信託世田谷まちづくりファンド運営委員。国際文化都市整備機構常務理事

## 経歴
1957年生まれ。早稲田大学政治経済学部卒業。1981年博報堂入社。東京スカイツリーのソフト業務全般のコンサルタント。この他東京ミレナリオ、東京ホタルなどの大型地域イベント、スポーツ振興くじtotoなど、多くの新規事業の立ち上げに携わる。著書に『ポスト2020の都市づくり』など。